# Raie tachetée
Leucoraja ocellata
Espèce
Statut de conservation UICN

 EN  : En danger
La Raie tachetée (Leucoraja ocellata) est une espèce de raies en voie de disparition à l'échelle mondiale que l'on retrouve dans les eaux du nord-est de l'Amérique du Nord. Elle habite les eaux peu profondes du plateau continental et est susceptible aux prises accessoires de la pêche commerciale. 

## Description
La raie tachetée peut atteindre une taille maximale de 113 cm. Elle atteint sa maturité vers 12 ans, selon le sexe et la région. 

## Comportement
Les nageoires de la raie sont utilisées pour la nage, tandis que sa queue reste rigide lors de la plupart de ses mouvements. 
La raie tachetée se reproduit annuellement. Les raies sortent d'une bourse de sirène en mesurant entre 11,2 à 12,7 cm de longueur. 

## Répartition et habitat
Cette raie se rencontre dans le nord-ouest de l'océan Atlantique, depuis le nord du golfe du Saint-Laurent jusqu'au sud de Terre-Neuve-et-Labrador. Les raies tachetées préfèrent les fonds sableux ou de graviers. Elles sont présentes jusqu'à 371 m de profondeur mais généralement aux profondeurs inférieures à 111 m et à des températures comprises entre −1,2 °C et 15 °C. 

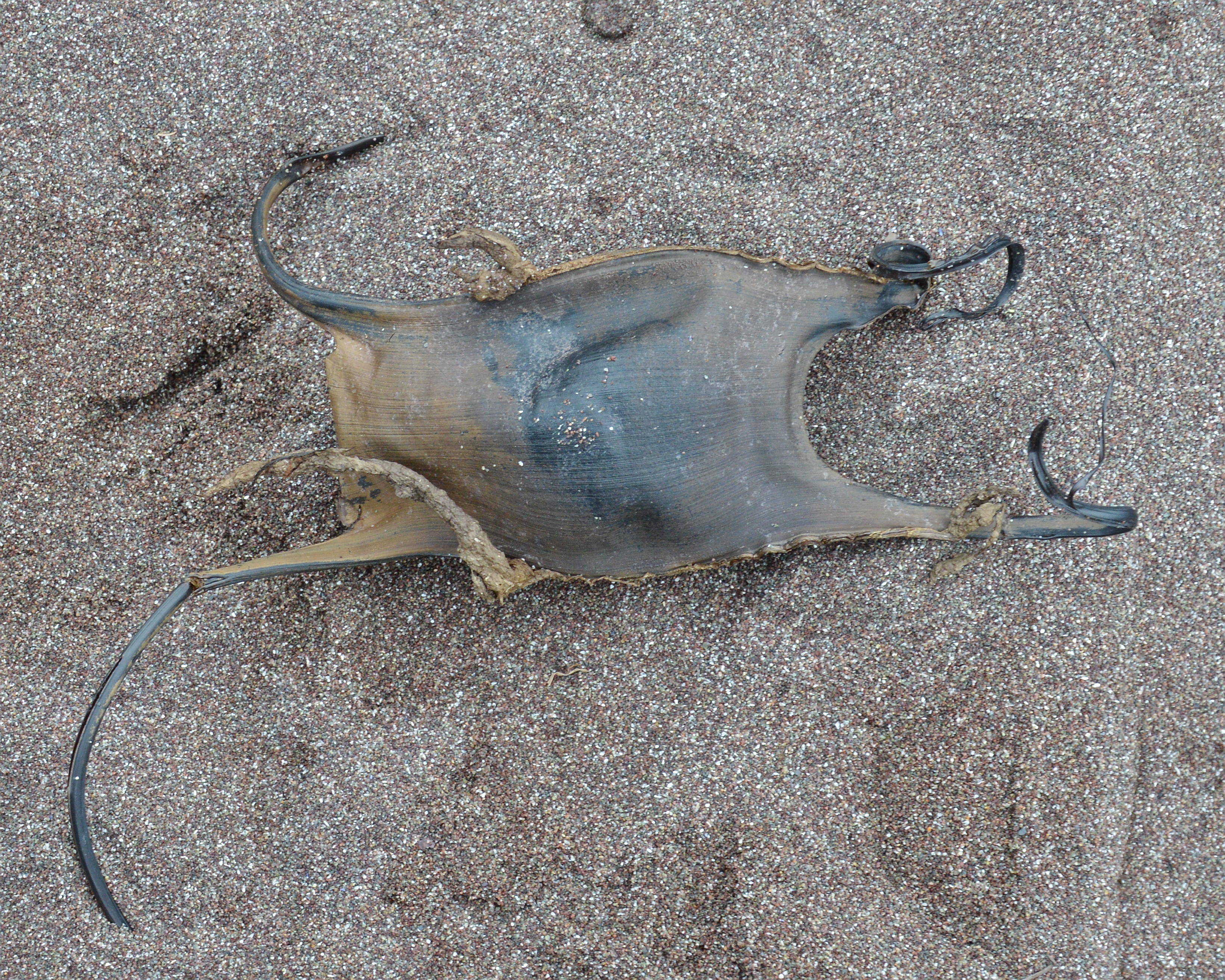
Une bourse de sirène séchée de raie tachetée sur les côtes de Terre-Neuve-et-Labrador en 2019.

Les populations de raie tachetée ne sont pas toutes réparties également. Elles font notamment face à des menaces d'extirpations dans le sud du golfe du Saint-Laurent, ce qui entraîne beaucoup moins de cas d'œufs retrouvés sur les plages locales. Leur aire de répartition a diminué de 99 % entre les années 1980 et 2015 dans ce secteur.
Les menaces pour la population de raies comprennent les phoques gris et les prises accessoires de la pêche commerciale.
La raie tachetée, en ce qui concerne la population du golfe du Saint‑Laurent, figure sur la liste des espèces menacées du Gouvernement du Québec.

## Classification
Le nom valide complet (avec auteur) de ce taxon est Leucoraja ocellata (Mitchill, 1815).
L'espèce a été initialement classée dans le genre Raja sous le protonyme Raja ocellata Mitchill, 1815,.
Ce taxon porte en français le nom vernaculaire ou normalisé suivant : Raie tachetée.
Leucoraja ocellata a pour synonyme :
- Raja ocellata Mitchill, 1815

### Étymologie
Son épithète spécifique, du latin ocellata, « qui présente des ocelles », fait référence aux larges ocelles habituellement présentes (mais pas toujours) proches de l'angle postérieur de ses nageoires pectorales.

### Publication originale
- (en) Samuel L. Mitchill, « The fishes of New-York, described and arranged », Transactions of the Literary and Philosophical Society of New York, vol. 1, no 5,‎ 1815, p. 355-492 (lire en ligne).